# Heineken Open 2005
L'Heineken Open 2005  è stato un torneo di tennis giocato sul cemento. È stata la 49ª edizione dell'Heineken Open,che fa parte della categoria International Series nell'ambito dell'ATP Tour 2005. Si è giocato a Auckland in Nuova Zelanda, dal 10 al 17 gennaio 2005.

## Campioni

### Singolare
Fernando González ha battuto in finale  Olivier Rochus con il punteggio di 6–4, 6–2

### Doppio
Yves Allegro /  Michael Kohlmann hanno battuto in finale  Simon Aspelin /  Todd Perry con il punteggio di 6–4, 7–6(4).